# Hechtia pringlei
Hechtia pringlei là một loài thực vật có hoa trong họ Bromeliaceae. Loài này được B.L.Rob. & Greenm. mô tả khoa học đầu tiên năm 1895.